# 绢毛大青
绢毛大青（学名：Clerodendrum villosum）是马鞭草科大青属的植物。分布在老挝、印度尼西亚、马来西亚、泰国、缅甸、越南以及中国大陆的云南等地，生长于海拔650米至900米的地区，多生于山谷溪旁密林中或路边灌丛较湿润的地方，目前尚未由人工引种栽培。

## 别名
长毛臭牡丹（云南植物志）